# 哈姆登
哈姆登（英語：Hamden）是位于美国纽约州特拉华县的一个镇，地处特拉华县中部。2010年美国人口普查时，该镇有1323人。
该镇建于1825年，最初名为“汉普登”（Hampden），1826年改为现名。